# Полезен модел
Полезният модел в индустриалната собственост е идея или концепция, която е резултат от творческа дейност и която посочва начините и средствата за постигане на конкретен технически резултат.